# Ираи (Риу-Гранди-ду-Сул)
Ираи (порт. Iraí)  —  муниципалитет в Бразилии, входит в штат Риу-Гранди-ду-Сул. Составная часть мезорегиона Северо-запад штата Риу-Гранди-ду-Сул. Находится в составе крупной городской агломерации . Входит в экономико-статистический  микрорегион Фредерику-Вестфален. Население составляет 8127 человек на 2006 год. Занимает площадь 182,185 км². Плотность населения — 44,6 чел./км².

## История
Город основан 7 января 1933 года.

## Статистика
- Валовой внутренний продукт на 2003 составляет 64.146.788,00 реалов (данные: Бразильский институт географии и статистики).
- Валовой внутренний продукт на душу населения на 2003 составляет 7.422,68 реалов (данные: Бразильский институт географии и статистики).
- Индекс развития человеческого потенциала на 2000 составляет 0,778 (данные: Программа развития ООН).